# Karólína Lea Vilhjálmsdóttir
Karólína Lea Vilhjálmsdóttir (* 8. August 2001 in Reykjavík) ist eine isländische Fußballspielerin. Sie ist seit Juli 2025 Vertragsspielerin von Inter Mailand und seit 2019 A-Nationalspielerin.

## Karriere

### Vereine
Karólína Lea begann im Turnverein Hafnarfjörður aus der gleichnamigen Stadt in der Region Höfuðborgarsvæðið im Südwesten Islands mit dem Fußballspielen. Drei Monate vor ihrem 15. Geburtstag kam sie am 14. Mai 2016 erstmals in einem Erstligaspiel für FH Hafnarfjörður zum Einsatz. Es folgten 13 weitere Erstligaspiele, in der Folgesaison kam sie 15-mal tum Einsatz. Zur Spielzeit 2018 wechselte sie zum Rekordmeister Breiðablik Kópavogur, bei dem sie in kurzer Zeit Stammspielerin wurde, auch wenn sie selten über 90 Minuten mitwirkte. Mit dem Double gewann sie ihre ersten beiden nationalen Titel. In der UEFA Women’s Champions League 2019/20 kam sie in allen sieben Spielen zum Einsatz, in denen sie unter anderem den 3:2-Siegtreffer im Sechzehntelfinale über Sparta Prag erzielte. Sie schied mit ihrer Mannschaft im Achtelfinale nach zwei deutlichen Niederlagen gegen Paris Saint-Germain aus dem Wettbewerb aus. Im Jahr 2020 gewann sie mit ihrer Mannschaft erneut die isländische Meisterschaft. 
Im Januar 2021 wurde sie vom FC Bayern München verpflichtet, mit dem sie einen bis zum 30. Juni 2024 laufenden Vertrag unterzeichnete. Um ihr mehr Spielpraxis zu ermöglichen, wurde sie an den Ligakonkurrenten Bayer 04 Leverkusen für die Saison 2023/24 verliehen. Kurz vor Ablauf der Leihfrist wurden diese sowie der Vertrag mit den Bayern um ein weiteres Jahr verlängert, wie der Verein am 19. Juni 2024 auf seiner Website verlauten ließ.
Am 2. Juli 2025 wurde ihre Verpflichtung vom italienischen Erstligisten Inter Mailand bekanntgegeben, der sie mit einem bis zum 30. Juni 2028 datierten Vertrag an sich band. Bei Inter spielt sie wieder mit ihrer ehemaligen Mitspielerin Lina Magull zusammen. Auch ihre Landsfrau und Nationalmannschaftskollegin Cecilia Ran Runarsdottir und ebenfalls eine Mitspielerin vom FC Bayern München (Frauen) spielt jetzt für Inter Mailand.

### Nationalmannschaft
Karólína Lea durchlief ab 2016 die isländischen Juniorinnenmannschaften. Nach sieben Spielen mit der U16, in denen ihr zwei Tore gelangen, kam sie ab Oktober 2016 in der Qualifikationsrunde zur U17-Europameisterschaft 2017 in Irland für die U17-Nationalmannschaft zum Einsatz, verpasst mit dem Team aber die Qualifikation. Anfang 2018 bestritt sie ihre ersten Spiele für die U19-Nationalmannschaft.
Ab Oktober 2018 spielte sie mit der U19 das Qualifikationsturnier zur Europameisterschaft 2019, das Turnier wurde aber wegen der COVID-19-Pandemie zunächst verschoben und dann – wie auch die Endrunde – endgültig abgesagt. Ihre letzten Einsätze für die U19-Nationalmannschaft waren daher drei Testspiele im März 2020.
Bereits im Juni 2019 wurde sie erstmals in der A-Nationalmannschaft eingesetzt und später für die Qualifikation für die EM 2022 nominiert, aber nicht eingesetzt. Nach der COVID-19-bedingten Länderspielpause wurde sie für die letzten Spiele in der EM-Qualifikation nominiert und auch dreimal eingesetzt. In den ersten sechs Spielen der Qualifikation für die WM 2023, die wegen der um ein Jahr aufgrund der COVID-19-Pandemie verschobenen EM-Endrunde vor dieser begann, wurde sie immer eingesetzt und erzielte vier Tore.
Bei der EM-Endrunde kam sie in allen drei Spielen des Teams zum Einsatz; man schied als Gruppendritte aus.
Für die letzten beiden Gruppen-Spiele in der Qualifikation für die WM 2023 wurde sie nicht berücksichtigt. Die Isländerinnen verpassten in diesen Spielen endgültig die WM-Endrunde.
In der für die Isländerinnen erfolgreich verlaufenen Qualifikation für die EM 2025 wurde sie in allen sechs Spielen eingesetzt. In der laufenden UEFA Women’s Nations League 2025 wurde sie in den ersten vier Spielen eingesetzt und erzielte vier Tore, davon drei beim 3:3 gegen die Schweiz.
Am 13. Juni 2025 wurde sie für die EM-Endrunde 2025 nominiert. Sie kam bei den drei Niederlagen ihrer Mannschaft zum Einsatz, nach denen die Isländerinnen ausschieden.

## Erfolge
- Deutscher Meister 2021, 2023
- Isländischer Meister 2018, 2020
- Isländischer Pokal-Sieger 2018
- Isländischer Superpokal-Sieger 2019